# Nana Barya (rivière)
La Nana Barya est un cours d’eau d'Afrique centrale, elle parcourt le Nord-Ouest de la République centrafricaine et borde le Tchad. C'est un des principaux affluents de la rive gauche de l’Ouham.

## Géographie
La rivière prend sa source en République centrafricaine au pied de l’escarpemenent de Bogali au niveau des plateaux de Bouar-Bocaranga à près de 990 m. Elle s’oriente vers le Nord-Est à partir du point kilométrique 67. Elle forme ensuite la frontière entre la République centrafricaine et le Tchad, puis rejoint l’Ouham à une altitude de 380 m.